# 격주전대 카레인저
격주전대 카레인저(激走戦隊カーレンジャー)는 일본 도에이에서 제작한 20번째 슈퍼 전대 시리즈이다. 1996년 3월 1일부터 1997년 2월 7일까지 TV아사히에서 방영되었다. 1997년 미국에서 《Power Rangers : Turbo》라는 제목으로 리메이크 되었다.

## 개요
본 작품에서는 '차를 모티브로 만든다'것을 전제로 기획이 시작되고 있으며, 특히 방영 당시 일대 붐을 이루고 있던 레크리 에이 셔널 비이클(RV), 제이차 붐의 와중인 미니 사구 등의 요소가 많이 도입되고 있으며, 캐릭터나 기술의 네이밍, 부제 등에도 자동차와 교통 관계의 용어가 많이 도입되고 있다.
지금까지의 시리즈에는 꼭 등장하던 전대 멤버의 오토바이에 해당하는 것으로서 본 작품에서는 개인용 이동 수단으로 카트〈스피드 머신〉중반부터는 스포츠 카〈페가수스 선더〉와 유모차〈드래곤 크루저〉가 등장하고 있다. 이 중 후자는 기획 단계에서 이야기 후반에 등장할 예정이 있던 거대 로봇을 〈모두 차 로봇으로는 시청자의 혼란이 아닌가〉라는 의견도 있어 미룬 대신 나온 안이며 이에 따르는 거대 로봇의 수가 많은 전작과 비교, 본 작품에서의 거대 로봇의 총수는 4구에 머물고 있다. 또 그것까지 어떠한 형태로 받아들여지고 온 슈퍼 합체 등을 비롯한 로봇끼리의 특수 효과도 일단 물리치다.한편 통합 전의 차량이 로봇 형태에 변형된 VRV로, 후년의 작품에 많이 본다"멀티 합체"의 시작인 나니와 로보 스페셜 같은 획기적인 시도도 이루어지고 있다

## 카레인저
- 진나이 쿄스케 (陣内 恭介) / 레드 레이서 (국내명(파워레인저 캡틴포스): 최지훈 / 레드 레이서) (22세 (생일: 1973년 10월 10일))
- 도몬 나오키 (土門 直樹) / 블루 레이서 (국내명(파워레인저 캡틴포스): 키오 / 블루 레이서) (17세 (1978년 출생))
- 우에스기 미노루 (上杉 実) / 그린 레이서 (국내명(파워레인저 캡틴포스): 미노 / 그린 레이서) (24세 (1972년 출생))
- 시노하라 나츠미 (志乃原 菜摘) / 옐로 레이서 (국내명(파워레인저 캡틴포스): 나라 / 옐로 레이서) (19세 (1977년 출생))
- 야가미 요우코 (八神 洋子) / 핑크 레이서 (국내명(파워레인저 캡틴포스): 리아 / 핑크 레이서) (19세 (1977년 출생))

## 작품
부조리한 개그나 슈퍼 전대 시리즈의 셀프 패러디가 담긴 쉬르- 이야기가 전개되는. 개그가 눈에 띄는 한편에서 진지한 이야기도 있고 이들의 균형은 절묘한 것이다. 이러한 종래와 다른 코믹한 양념의 작풍은 본 작품이 《비밀전대 고레인저》에서 세어서 20번째여서 이 작품에 오마쥬를 바치는 의미도 담겼다는. 또 캐릭터 디자인을 다룬 노자 키 아키라는 기획 회의에 참석했을 때 〈지금까지 없는 개그 전대로 하고 싶다〉와 고사 세이키 프로듀서가 열심히 한 말을, 중년의 인터뷰에서 술회하고 있다.
오프닝 타이틀 콜 및 본편에서 출마 시의 표현도 특징적이다, 「카~레인저!」와 「가」와 「주례」 사이를 극단적으로 늘리고"주례"에 악센트를 둔 표현을 한다는 참신한 것[주 1]이다. 이 연출은 당초 예정에 없는 제1화의 시사를 본 직원이 〈(보통 출마에서는)버릇이 없는 인상에 남지 않는다.〉라고 판단하고 대사의 다시 수록한 결과 탄생한 것이다.
또, 본 작품에서는 주인공의 5명을 "단련된 전투 프로"," 타고난 특별한 전사"이 아닌 등신대의 영웅이라고 그렸으며 회사원인 5명의 급여에 대한 대화 등 작중의 곳에서 이러한 요소가 새겨졌다[주 2].이어 1990년대 이후의 전대 시리즈로는 드물게 일부 예외를 제외한 영웅의 정체가 적에 알려지지 않은 설정되어 있어 히어로의 변신 후의 모습이 진짜 모습으로 여겨지고 있는 묘사도 이루어지고 있다.

### 참조화수
1. ↑  완전 머티어리얼 북 하권 2002 p. 50.
2. ↑  완전 머티어리얼 북 하권 2002 pp. 51 - 52
3. ↑  《특수 촬영 더 텔레비전 〈가면 라이더×슈퍼 전대 슈퍼 히어로 대전〉 공식 독본》 63쪽.
4. ↑  슈퍼 전대 화보 2006, p. 204.
5. ↑  완전 머티어리얼 북 하권 2002, p. 52
6. ↑  백화 료오란 시모노권 2012, pp. 102-103,"DESIGNER'S INTERVIEW04노자키 아키라"
7. ↑  완전 머티어리얼 북 하권 2002, pp. 50 - 51.